# 금현성
금현성(金峴城)은 충북 제천시 덕산면 신현리, 한수면 덕곡리, 한수면 탄지리 접경지역에 걸쳐 있는 성곽이다.

## 위치
금현성(金峴城)은 충북 제천시 덕산면 신현리, 한수면 덕곡리, 한수면 탄지리 접경지역에 걸친 북형산(北兄山) 또는 와룡산(臥龍山)에 소재하며, 좌표는 N36 55.707 E128 06.704이다. 이 성안에 고산사(高山寺)가 있다. 금현성은 백제의 성곽으로 신라 진흥왕이 공취하여 남한강 하류지역과 상류지역에 고구려의 10군을 점령할 수 있는 전초기지를 구축할 수 있었다.

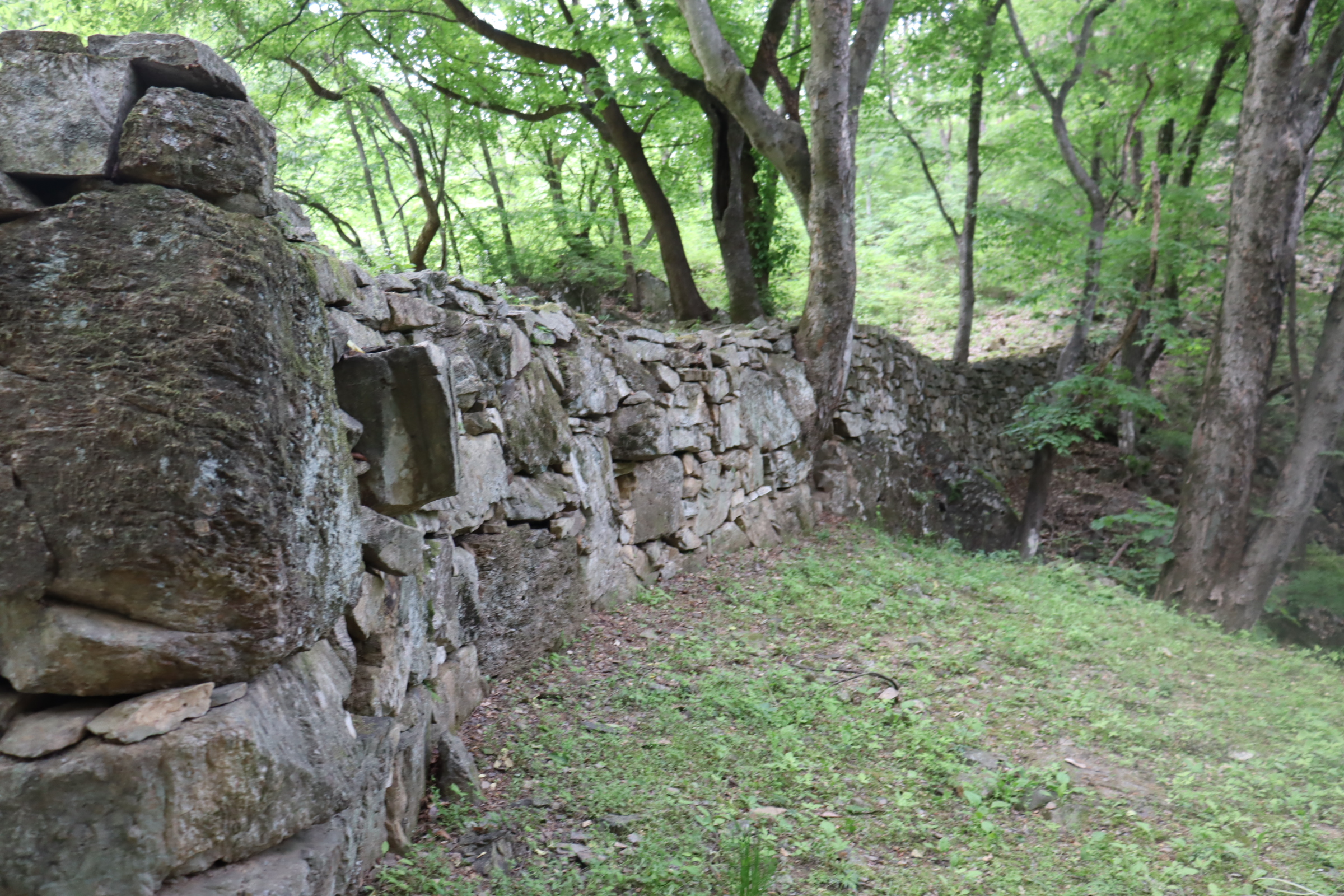
백제 7성 금현성 전경

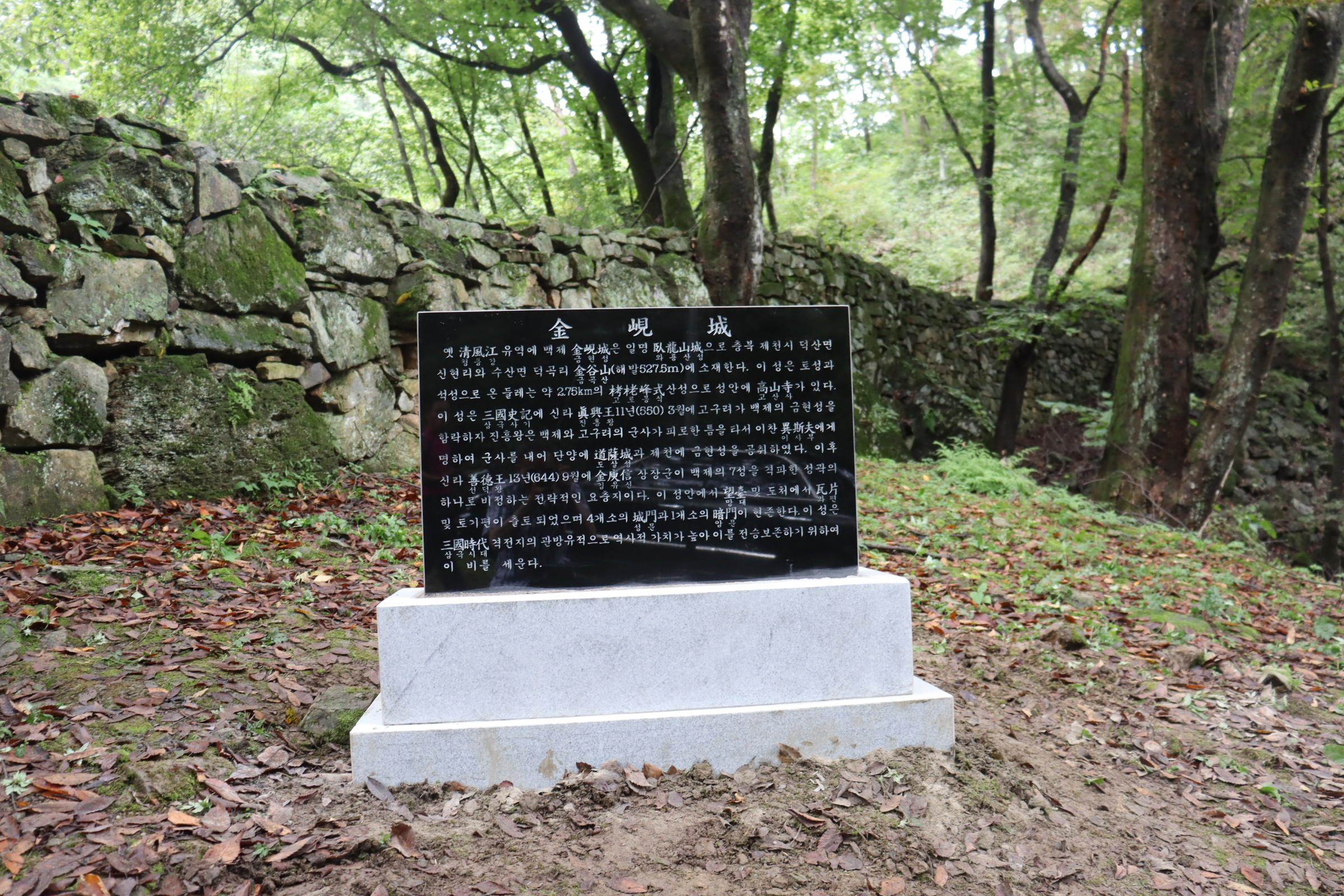
백제 7성 금현성 표지석과 성축

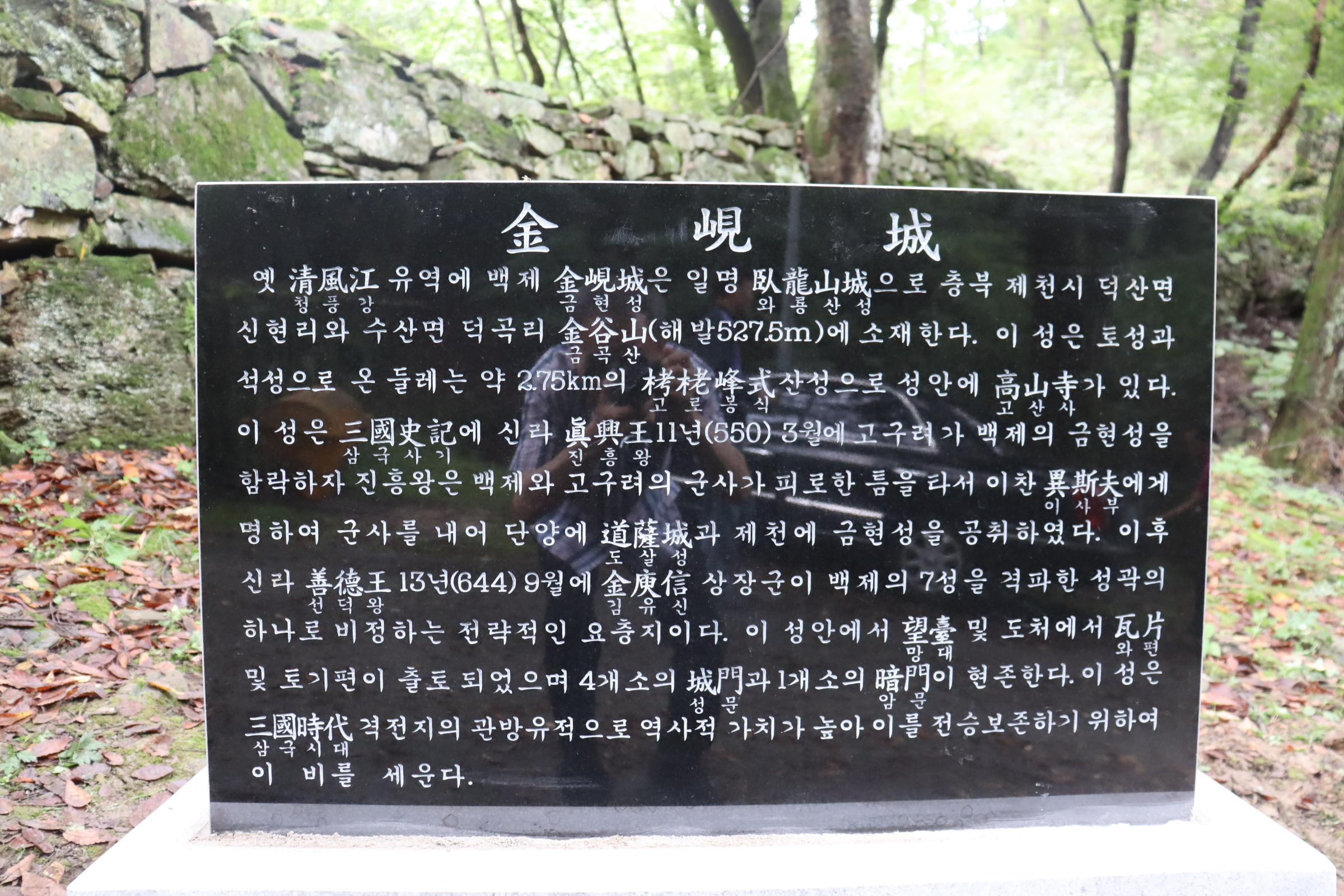
백제 7성 금현성 표지석 전면

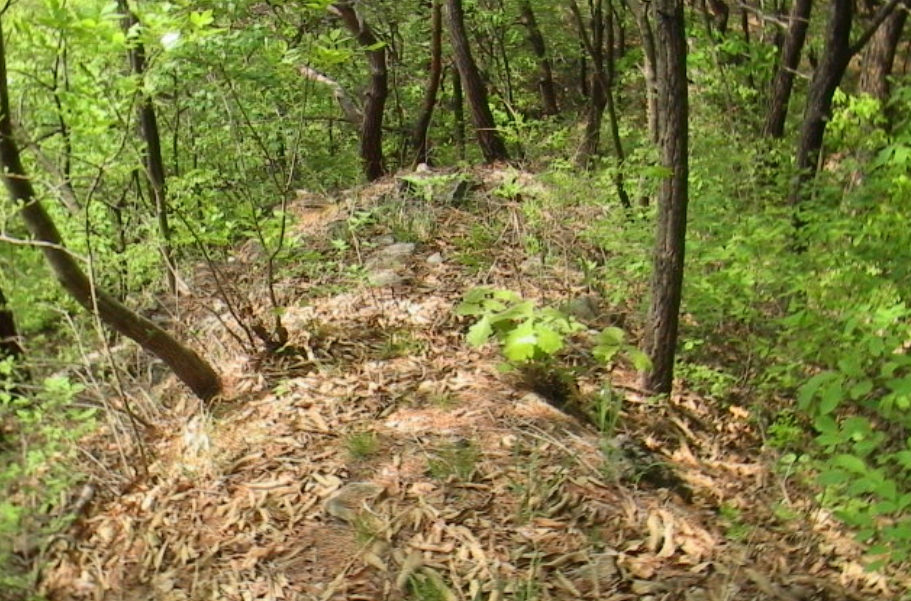
백제 금현성 토축

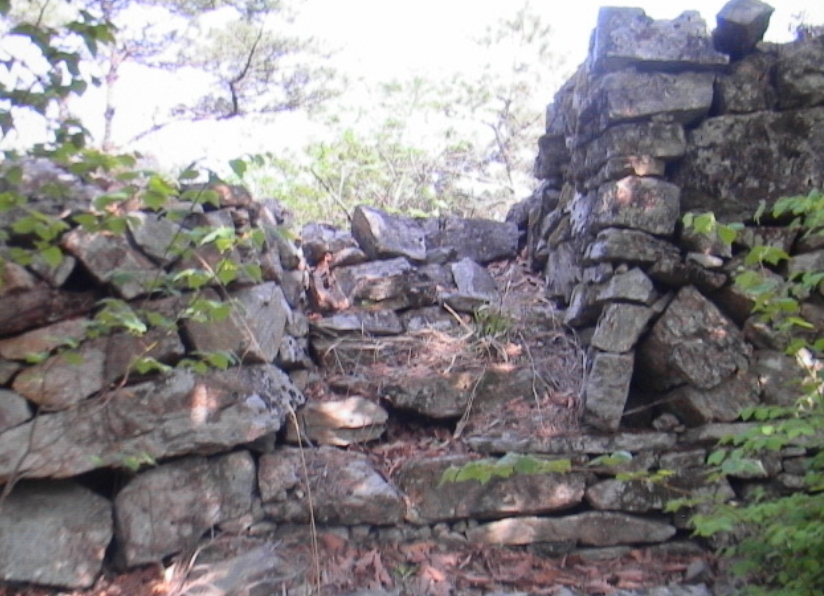
백제 금현성 등계 석축 수직홈

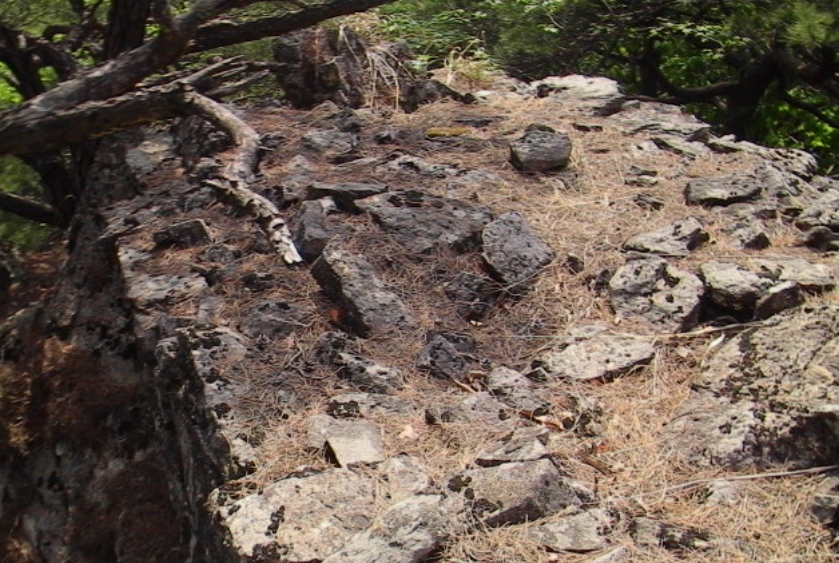
백제 금현성 협축

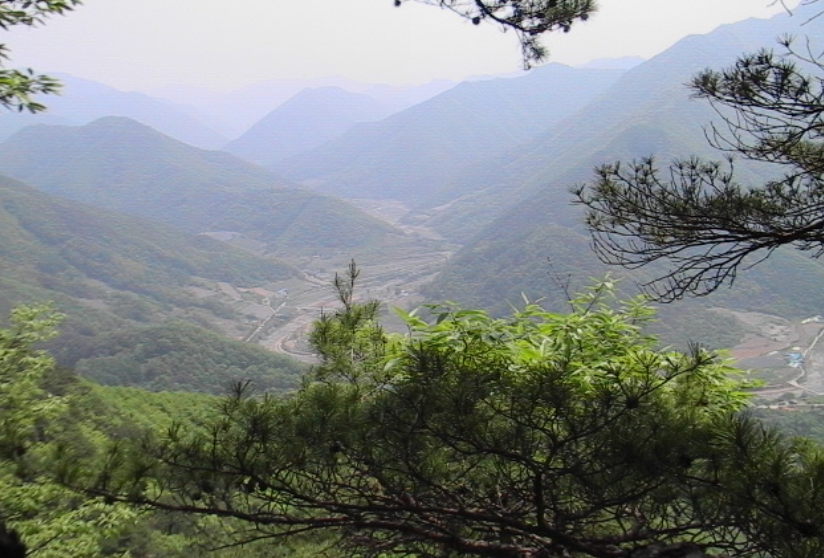
금현성 광천

## 소재지와 전적사료
- 백제의 금현성(金峴城)[1]은 미상으로 분류되어 지리적인 위치의 학설은 충북 진천군 진천읍으로 비정,[2] 충남 연기군 전의 로 비정[3]하고 있지만, 삼국항쟁의 전적과 지리적으로 불합리하며 성곽의 명칭을 명확하게 밝히지 못하고 있다.

- 백제의 금현성(金峴城)과 관련 전적사료는 이사부(異斯夫) 열전에, 진흥왕 11년(550)에, 백제가 고구려의 도살성(道薩城)을 쳐서 빼앗자 고구려는 백제의 금현성(金峴城)을 함락시켰다. 진흥왕은 두 나라 병사가 피로에 지친 틈을 타서 이사부에게 병사를 내어 그것을 공격하도록 명령하였다. 두 성을 빼앗아 증축하고 갑사(甲士)가 머무르게 주둔하여 지켰다. 이때 고구려에서 병사를 보내 와서 금현성(金峴城)을 공격하였지만, 이기지 못하고 돌아갔다. 이사부가 그것을 추격하여 대승하였다.[4]라는 사료에서 백제의 금현성(金峴城)과 고구려의 도살성(道薩城)을 신라가 공취하여 죽령(竹嶺) 이북 지역의 고구려의 강역 10군[5]과 청풍강 하류 한성(漢城) 지역을 점령할 수 있었다.

- 진흥왕 12년(551) 봄 3월에, 왕이 순수(循守)하다가 낭성(娘城)에 이르러서 우륵(于勒)과 그의 제자 니문(尼文)이 음악을 안다는 것을 듣고 특별히 그들을 불렀다. 왕이 하림궁(河臨宮)에 머무르며 그 음악을 연주하게 하였는데, 두 사람이 각각 새로 지은 노래를 연주하였다.[6]라는 사료에서 진흥왕이 백제의 금현성과 고구려의 도살성을 공취한 청풍강 유역의 점령지역에 낭성(娘城)을 순수하여 하림궁(河臨宮)에서 우륵(于勒)을 만나 새로 지은 청풍체(淸風體) 하림조(河臨調)를 경청하였다.[7]

## 명칭 유래
- 이 성은 월악산의 북쪽에 위치하여 월형산(月兄山)에서 비롯한 북형산성(北兄山城)[8]과 용이 누운 형상의 와룡산(臥龍山)의 형국에서 따온 와룡산성(臥龍山城)[9]으로 보고되었지만, 월악산의 북쪽에 북형산과 용이 누운 와룡산은 역사성이 없다.

- 백제의 금현성(金峴城)은 쇠(金)와 관련한 성곽의 명칭으로 금곡산(金谷山)은 청풍군 서쪽 26리에 있다.[10]라는 사료에 실린 금곡산(金谷山)[11]을 도식하여 지금의 와룡산과 월형산이 금현성의 소재지로 고증된다.

- 금곡산(金谷山)에 쇠가 났다는 쇠시리재는 한수면 덕곡리 골안 남쪽에서 탄지리로 가는 고개[12]는 성곽의 진입로의 고갯길에 금현(金峴)과 일체성을 보여주므로 금현성(金峴城)으로 고증된다.

- 신라 진흥왕이 550년 고구려의 도살성(道薩城)과 백제의 금현성(金峴城)을 공취하면서 남한강 유역에서 영토를 확고히 수비하기 위해서는 단양 적성(赤城)에서 고구려의 세력을 봉쇄하기 위하여 지금의 중앙고속도로와 단양 상류지역에 고구려의 10군(郡)을 공취한 것이다.[13]

## 백제의 금현성
- 금현성(金峴城)은 고로봉형산성(栲栳峰形山城)으로 산능선을 에워싼 석축과 토축으로 자연성벽을 포함하여 온 둘레는 약 2.75km에 이른다. 성안에 식수가 풍족하며, 1950년 한국동란 때 최후의 격전지였다.

- 금현성(金峴城)은 지리적으로 단양 도살성(道薩城)에서 서쪽으로 모녀현(毛女峴)을 넘어 성천(城川)과 광천(廣川)이 합수머리 금곡산(金谷山)에 웅거하면서 배후에 청풍강(淸風江)과 연접하여 성안에서 농성(籠城)하면서 한강하류의 진격로를 공수(攻守)하였다.

- 금현성(金峴城)은 동쪽으로 다랑산(591m), 북쪽으로 골안(谷內) 마령(馬嶺)과 경심령성(驚心嶺城), 서쪽으로 등곡산(嶝谷山), 남쪽으로 월악산(月嶽山) 덕주산성(德周山城), 북북서쪽으로 쇠시리재(金峴), 동북동쪽으로 꼬부랑재(曲峴) 등 8방의 관망권과 연계하면서 배후에 남한강을 수비할 수 있는 지형이다.

- 금현성(金峴城)은 신라 이사부(異斯夫)가 추격전에서 고구려 군사를 대패한 광천에 금곡마을에 살패(殺敗)의 지명이 전승한다.

- 금현성(金峴城)은 지리적으로 청풍강(淸風江)에 인접하면서 지류인 성천(城川), 광천(廣川), 송계 계립천(鷄立川)을 아우르며, 단양, 충주, 제천, 청풍 방면으로 통하는 요충지를 신라가 공취하면서 신라가 한강하류 지역과 죽령(竹嶺) 이북 고현(高峴) 이내 고구려의 10군을 점령할 수 있었다.[14]

## 550년 신라 공취후 전적[15]
- 신라 진흥왕이 550년에 한강유역에서 고구려의 도살성과 백제의 금현성을 공취한 이후 554년에 관산성(管山城)의 전적에 의거 금현성을 충북 진천의 내륙지방과 충남 연기의 비정은 지리적으로 위치가 격리되어 부적합하므로 개입할 수 없다.

| 연 도                 | 주 요 전 적 |
| --------------------- | --- |
| 진흥왕 11년(550)      | 고구려의 도살성(道薩城)과 백제의 금현성(金峴城) 이찬 이사부(異斯夫) 공격 두 성을 공취                                                                                                 |
| 진흥왕 12년(551) 3월  | 낭성 하림궁 우륵(于勒) 가야금 탄주 |
| 진흥왕 12년(551)      | 거칠부(居柒夫) 고구려의 10군 공취 |
| 진흥왕 15년(554)      | 관산성(管山城) 각우 우덕(于德)과 이찬 탐지(耽知) 방어 불리 신주(神州) 군주 무력(武力) 주병(州兵)과 고전, 비장 3년산군(三年山郡) 고간(高干) 도도(都刀) 급히 적공격 백제왕(百濟王) 죽임 |
| 진흥왕 16년(555) 정월 | 완산주(完山州) 비사벌(比斯伐) 설치 |
| 진흥왕 16년(555) 10월 | 북한산(北漢山) 순행 |
| 진흥왕 18년(557)      | 국원(國原)에 소경(小京) 설치 |
| 진흥왕 19년(558)      | 신라 귀척 자제 6부의 호민(豪民) 국원소경(國原小京)에 옮김 |
| 진흥왕 23년(562) 9월  | 가야 반란 異斯夫 토평 |
| 진흥왕 26년(565)      | 아손 춘부(春賦) 국원(國原)에 가서 지키게 함 |

## 참고 자료
- 「한중일 국가기원과 그 역사」, 진흥왕의 전략, 김성호, 김상한 저, 맑은소리(2008년, 188~201p)